# اولد لیوپ (آریزونا)
اولد لیوپ (به انگلیسی: Old Leupp) یک منطقهٔ مسکونی در ایالات متحده آمریکا است که در آریزونا واقع شده‌است. اولد لیوپ ۱٬۴۳۳ متر بالاتر از سطح دریا واقع شده‌است.